# نصیرآباد (اقلید)
نصیرآباد یا نصرآباد روستایی در دهستان احمدآباد بخش حسن‌آباد شهرستان اقلید استان فارس ایران است.

## جمعیت
بر پایه سرشماری عمومی نفوس و مسکن در سال ۱۳۹۵ جمعیت این روستا ۱۱۷ نفر (۳۸خانوار) بوده‌است.